# Godfrey Gao
Godfrey Gao (en chinois : 高以翔, en pinyin : Gāo Yǐxiáng) est un mannequin et acteur canadien et taïwanais né le 22 septembre 1984 à Taipei (Taiwan) et mort le 27 novembre 2019 à Ningbo (Chine).

## Biographie
Godfrey Gao est né à Taipei, Taiwan. Le père de Gao est shanghaïen mais a grandi à Taïwan tandis que sa mère est une Chinoise de Malaisie. Il a déménagé à Vancouver, en Colombie-Britannique, au Canada, dans son enfance, puis a étudié à l'Université Capilano (en) de North Vancouver. 
Godfrey Gao est revenu à Taiwan pour y travailler en tant que mannequin en 2004, sous contrat avec l'agence JetStar Entertainment. En 2011, il est devenu le premier modèle asiatique de la marque de mode Louis Vuitton. Il est apparu dans plusieurs séries télévisées et films et a fait ses débuts au cinéma américain en 2013 en tant que Magnus Bane dans l'adaptation cinématographique de The Mortal Instruments : La Cité des ténèbres. D'autres participations notables incluent Wedding Bible de 2015, aux côtés de l'actrice coréenne Yoo In-na (en) ; le rôle principal dans la série télévisée Remembering Lichuan de 2016, ce qui lui a valu une plus grande reconnaissance en tant qu'acteur à travers l'Asie et en 2017, la comédie romantique avec le film Love Is a Broadway Hit, aux côtés de Wang Likun, Wang Chuanjun, Yuan Li et Naren Weiss.

### Mort
Le 27 novembre 2019 vers 1h45 du matin, Godfrey Gao s'est effondré alors qu'il tournait à Ningbo Chase Me, une série télévisée de téléréalité sportive diffusée sur Zhejiang Television. Il a été emmené à l'hôpital où, après des tentatives de réanimation, il est déclaré mort. La mort de Gao a été confirmée par son agence JetStar Entertainment sur le réseau social Sina Weibo, dans un communiqué déclarant : « Dans les premières heures du 27 novembre, notre bien-aimé Godfrey s'est effondré alors qu'il tournait sur le plateau. Après trois heures de tentatives de rêanimation, il nous a malheureusement quittés. Nous sommes très choqués et attristés, et jusqu'à présent, nous n'arrivons pas à accepter cette tragédie ».
L'équipe du programme a indiqué dans un communiqué la cause du décès était un arrêt cardiaque. Son corps a été transféré à la Maison funéraire de Ningbo, et sa dépouille a été ensuite transportée à Taipei par sa famille.

## Filmographie

### Cinéma
- 2008 : Nu ren bu huai : X
- 2013 : 101 ci qiu hun : Xu Zhuo
- 2013 : The Mortal Instruments : La Cité des ténèbres : Magnus Bane
- 2016 : Min & Max : Zhang Xiao
- 2017 : My Other Home : Yang Xiya
- 2017 : Qing yu Man Ha Dun : Song Wei Dong
- 2017 : The Jade Pendant : Tom
- 2018 : Gu jian qi tan zhi liu yue zhao ming : Xia Yize
- 2019 : Shang hai bao lei : Yang Jiannan

### Télévision
- 2007-2008 : Dou niu, yao bu yao (série TV) : Tank
- 2009-2010 : Tao Hua xiao mei (série TV) : Chen He
- 2012 : Sheng Nu De Dai Jia (série TV) : Gao Zi Qi
- 2013 : Never Give Up Dodo (série TV) : Xu Fei
- 2016 : Wu shen Zhao Zilong (série TV) : Lü Bu

- 2016 : Remembering Lichuan (série TV) : Lichuan